# 장항초등학교
장항초등학교는 대한민국 충청남도 서천군에 있는 공립 초등학교이다.

## 학교 연혁
- 1937년 5월 20일 장항성봉공립보통학교 개교
- 1938년 4월 1일 장항성봉공립심상소학교로 개칭
- 1941년 4월 1일 장항성봉공립국민학교로 개칭
- 1956년 1월 7일 장항국민학교로 개칭
- 1976년 3월 1일 특수학급 개설
- 1985년 8월 22일 병설유치원 개설
- 1996년 3월 1일 장항초등학교로 개칭

## 참고 자료
- 장항초등학교 - 한국교육학술정보원 학교알리미